# Harnaaz Sandhu
Harnaaz Kaur Sandhu est un mannequin indien et une reine de beauté couronnée Miss Univers 2021. Elle est devenue la troisième Indienne à être couronnée Miss Univers

## Miss Univers 2021
Elle est sacrée Miss Univers 2021 à Eilat et devient la troisième indienne à recevoir la couronne.  
Durant son règne elle est victime de critiques à la suite d'une importante prise de poids due à la maladie cœliaque. 
Lors de sa remise de titre, elle porte une robe représentant deux anciennes reines de beauté indiennes Sushimita Sen Miss Monde 1994 et Lara Dutta Miss Univers 2000. 
Le 15 janvier 2023 à La Nouvelle Orléans elle couronne R'Bonney Gabriel Miss Univers 2022. 